# Lista de deputados estaduais do Ceará para 27.ª legislatura
Esta é a lista de deputados estaduais do Ceará para a legislatura 2007–2011.

## Composição das bancadas
| Partido | Líder               | Bancada | Posição  |
| ------- | ------------------- | ------- | -------- |
| PSDB    | Moésio Loiola       | 16 / 46 | Oposição |
| PSB     | Dr. Sarto           | 8 / 46  | Governo  |
| PMDB    | Domingos Filho      | 6 / 46  | Governo  |
| PT      | Artur Bruno         | 3 / 46  | Governo  |
| PDT     | Ferreira Aragão     | 2 / 46  | Oposição |
| PSL     | Hermínio Resende    | 2 / 46  | Oposição |
| PSDC    | Ely Aguiar          | 2 / 46  | Oposição |
| PHS     | Roberto Cláudio     | 2 / 46  | Governo  |
| PV      | Edísio Pacheco      | 2 / 46  | Governo  |
| PFL     | Edson Silva         | 1 / 46  | Oposição |
| PCdoB   | João Ananias        | 1 / 46  | Governo  |
| PAN     | Dr. Washington Góis | 1 / 46  | Oposição |

## Deputados Estaduais
Foram quarenta e seis (46) deputados estaduais eleitos. 
| Número | Deputados estaduais eleitos | Partido | Votação | Percentual | Cidade onde nasceu   | Unidade federativa  |
| 45555  | Marcos Cals                 | PSDB    | 104.350 | 2,54%      | Recife               | Pernambuco          |
| 40111  | Ivo Gomes                   | PSB     | 73.096  | 1,78%      | Sobral               | Ceará               |
| 15333  | Domingos Filho              | PMDB    | 65.730  | 1,60%      | Fortaleza            | Ceará               |
| 13222  | Artur Bruno                 | PT      | 61.996  | 1,51%      | Fortaleza            | Ceará               |
| 45150  | Moésio Loiola               | PSDB    | 60.012  | 1,46%      | Groaíras             | Ceará               |
| 40123  | Mauro Filho                 | PSB     | 58.684  | 1,43%      | Fortaleza            | Ceará               |
| 40789  | Dr. Sarto                   | PSB     | 58.013  | 1,41%      | Acopiara             | Ceará               |
| 15999  | Lívia Arruda                | PMDB    | 58.006  | 1,41%      | Caucaia              | Ceará               |
| 40114  | Wellington Landim           | PSB     | 57.961  | 1,41%      | Brejo Santo          | Ceará               |
| 40444  | Zezinho Albuquerque         | PSB     | 55.706  | 1,36%      | Massapê              | Ceará               |
| 45888  | José Ilo Dantas             | PSDB    | 49.876  | 1,21%      | Cajazeiras           | Paraíba             |
| 15662  | Lucilvio Girão Sales        | PMDB    | 49.225  | 1,20%      | Maranguape           | Ceará               |
| 45455  | Gony Arruda                 | PSDB    | 49.214  | 1,20%      | Granja               | Ceará               |
| 45175  | Cirilo Pimenta              | PSDB    | 48.744  | 1,19%      | Quixeramobim         | Ceará               |
| 40888  | Sérgio Aguiar               | PSB     | 47.607  | 1,16%      | Fortaleza            | Ceará               |
| 45000  | João Jaime                  | PSDB    | 46.711  | 1,14%      | Fortaleza            | Ceará               |
| 15150  | Carlomano Marques           | PMDB    | 46.366  | 1,13%      | Iguatu               | Ceará               |
| 40000  | Antônio Granja              | PSB     | 46.259  | 1,13%      | Jaguaribara          | Ceará               |
| 13654  | Nelson Martins              | PT      | 46.103  | 1,12%      | Hidrolândia          | Ceará               |
| 45678  | Fernando Hugo               | PSDB    | 44.937  | 1,09%      | Fortaleza            | Ceará               |
| 45111  | Osmar Baquit                | PSDB    | 44.818  | 1,09%      | Quixadá              | Ceará               |
| 12350  | Heitor Férrer               | PDT     | 43.998  | 1,07%      | Lavras da Mangabeira | Ceará               |
| 45789  | Júlio César Costa Lima      | PSDB    | 43.657  | 1,06%      | Fortaleza            | Ceará               |
| 25190  | Edson Silva                 | PFL     | 43.464  | 1,06%      | Fortaleza            | Ceará               |
| 45144  | Rogério Aguiar              | PSDB    | 43.082  | 1,05%      | Marco                | Ceará               |
| 13456  | Rachel Marques              | PT      | 42.887  | 1,04%      | Fortaleza            | Ceará               |
| 45145  | Tómas Figueiredo Filho      | PSDB    | 42.264  | 1,03%      | Fortaleza            | Ceará               |
| 45140  | Adahil Barreto              | PSDB    | 41.920  | 1,02%      | Fortaleza            | Ceará               |
| 45777  | Nenem Coelho                | PSDB    | 41.824  | 1,02%      | Novo Oriente         | Ceará               |
| 45222  | Ronaldo Martins             | PSDB    | 41.466  | 1,01%      | São Paulo            | São Paulo           |
| 40222  | Sineval Roque               | PSB     | 41.111  | 1,00%      | Saboeiro             | Ceará               |
| 15555  | Neto Nunes                  | PMDB    | 41.055  | 1,00%      | Natal                | Rio Grande do Norte |
| 45045  | Prof. Teodoro Soares        | PSDB    | 40.791  | 0,99%      | Reriutaba            | Ceará               |
| 45333  | Téo Menezes                 | PSDB    | 40.371  | 0,98%      | Fortaleza            | Ceará               |
| 15111  | Sávio Pontes                | PMDB    | 39.512  | 0,96%      | Ipu                  | Ceará               |
| 12999  | Ferreira Aragão             | PDT     | 37.558  | 0,91%      | Sobral               | Ceará               |
| 17000  | Hermínio Resende            | PSL     | 34.815  | 0,85%      | Fortaleza            | Ceará               |
| 17999  | Perboyre Diógenes           | PSL     | 34.565  | 0,84%      | Saboeiro             | Ceará               |
| 27022  | Ely Aguiar                  | PSDC    | 27.864  | 0,68%      | Crato                | Ceará               |
| 31777  | Francisco Caminha           | PHS     | 26.536  | 0,65%      | Fortaleza            | Ceará               |
| 65651  | João Ananias                | PCdoB   | 24.703  | 0,60%      | Acaraú               | Ceará               |
| 43600  | Edísio Pacheco              | PV      | 23.739  | 0,58%      | Itapipoca            | Ceará               |
| 26456  | Dr. Washington Góis         | PAN     | 21.860  | 0,53%      | Caucaia              | Ceará               |
| 31031  | Roberto Cláudio             | PHS     | 21.283  | 0,52%      | Fortaleza            | Ceará               |
| 43618  | Augustinho Moreira          | PV      | 21.083  | 0,51%      | Fortaleza            | Ceará               |
| 27810  | Gomes Farias                | PSDC    | 20.483  | 0,50%      | Ipu                  | Ceará               |